# 基比什河
基比什河（Kibish River）是埃塞俄比亞南部的河流，發源自埃塞俄比亞高地，是埃塞俄比亞和南蘇丹接壤邊界的一部分，河水最終注入圖爾卡納湖，偶爾會出現水量不足以到達河口的情況。